# 莎草蕨科
莎草蕨科（学名：Schizaeaceae）也称海金沙科，为莎草蕨目的一个科。

## 下级分类
本科包括以下属：
- Actinostachys Wall
- 莎草蕨属 Schizaea Sm.

还有两个属包括在更广的定义中：
- 双穗蕨属 Anemia Sm. – 或置于单属科双穗蕨科（Anemiaceae）中。
- 海金沙属 Lygodium Sw. – 或置于单属科海金沙科（Lygodiaceae）中。